# Karolína Muchová
Karolína Muchová, née le 21 août 1996 à Olomouc, est une joueuse de tennis tchèque, professionnelle depuis 2014.
Elle a remporté un titre en simple sur le circuit WTA.
Elle atteint la finale de Roland-Garros 2023 où elle est défaite par la tenante du titre et numéro un mondiale Iga Świątek.

## Carrière

### 2019-2020.1ertitre WTA à Séoul, 1/4 à Wimbledon et entrée dans le Top 50
En 2018 à l'US Open, Karolina Muchová se qualifie pour son premier tableau principal en Grand Chelem puis atteint le troisième tour en battant la 12e joueuse mondiale Garbiñe Muguruza.
Elle commence l'année 2019 hors du Top 100 et essaye d'abord de s'extirper des qualifications à Brisbane où elle échoue mais réussit à l'Open d'Australie ce qui lui permet d'en disputer le tableau final pour la première fois de sa carrière. Confrontée à sa compatriote Karolína Plíšková, numéro huit mondiale, elle s'incline (3-6, 2-6), son adversaire devenant par la suite demi-finaliste du tournoi. Elle sort également des qualifications à Doha et s'y fait remarquer en écartant l'ancienne championne Samantha Stosur (6-4, 6-2) et Hsieh Su-wei (6-2, 6-4) pour disputer les quarts de finale contre l'Ukrainienne Elina Svitolina, septième mondiale. Logiquement, elle s'incline (4-6, 2-6). Elle s'envole en Amérique fin mars et est stoppé deux fois par l'Allemande Angelique Kerber, vainqueur du dernier Wimbledon aux deuxième tours de Miami et Monterrey. 
En mai 2019, elle atteint sa première finale sur le circuit WTA au tournoi de Prague alors qu'elle n'est que 102e mondiale. Elle écarte sur sa route la jeune Polonaise Iga Świątek (4-6, 6-1, 6-4), l'Américaine Jennifer Brady (6-4, 3-6, 7-6) ainsi que deux autres joueuses hors du Top 100, Natalia Vikhlyantseva (6-3, 6-4) et Bernarda Pera (6-2, 7-5). Elle est néanmoins battue dans son pays natal par la qualifiée Suissesse Jil Teichmann (6-7, 6-3, 4-6). Cette finale lui permet d'accéder au Top 100 pour la première fois de sa carrière. Elle dispute Roland Garros et gagne un match contre l'Estonienne Anett Kontaveit (3-6, 6-2, 6-2) avant de flancher au deuxième tour contre la spécialiste Roumaine Irina-Camelia Begu (6-1, 3-6, 4-6). Après une défaite d'entrée sur le gazon de S'Hertogenbosh, en juillet, elle atteint les quarts de finale du tournoi de Wimbledon en battant en huitième de finale sa compatriote et 3e joueuse mondiale Karolína Plíšková en 3 h 17 min (4-6, 7-5, 13-11). Elle avait écarté sur les trois premiers tours la Serbe Aleksandra Krunić (7-5, 6-2), l'Américaine Madison Brengle (6-3, 6-4) et l'Estonienne Anett Kontaveit comme à Roland (7-6, 6-3). Pour son premier Wimbledon, elle joue alors les quarts de finale contre l'Ukrainienne Elina Svitolina, 8e au classement WTA qui la bat (5-7, 4-6) et accède alors pour la première fois au dernier carré d'un tournoi du Grand Chelem. Malgré la défaite, la Tchèque rentre alors dans le Top 50. 
Elle continue sa progression en enchaînant un quart de finale à New York et accède comme l'année passée au troisième tour de l'US Open où elle affronte la légende américaine Serena Williams, finaliste à Wimbledon quelques mois auparavant. Elle s'incline (3-6, 2-6).
Elle remporte son premier titre WTA à Séoul, mi-septembre, où elle bat aisément la Polonaise Magda Linette (6-1, 6-1). Avant cela, elle avait battu Alison Van Uytvanck (6-4, 3-6, 6-2), les qualifées Tímea Babos (6-2, 6-3) et Priscilla Hon (6-3, 6-3) et la Chinoise Wang Yafan (7-6, 6-4). 
Elle termine la saison avec une défaite d'entrée face à Madison Keys (4-6, 6-7) à Pékin mais deux demi-finales à Moscou, battue par la locale Anastasia Pavlyuchenkova (4-6, 7-6, 1-6) et à Zhuhai en éliminant deux Américaines, Sofia Kenin, 12e mondiale (6-4, 4-6, 6-3) et Alison Riske (2-6, 6-2, 7-5), battue par la Biélorusse Aryna Sabalenka (5-7, 6-7). 

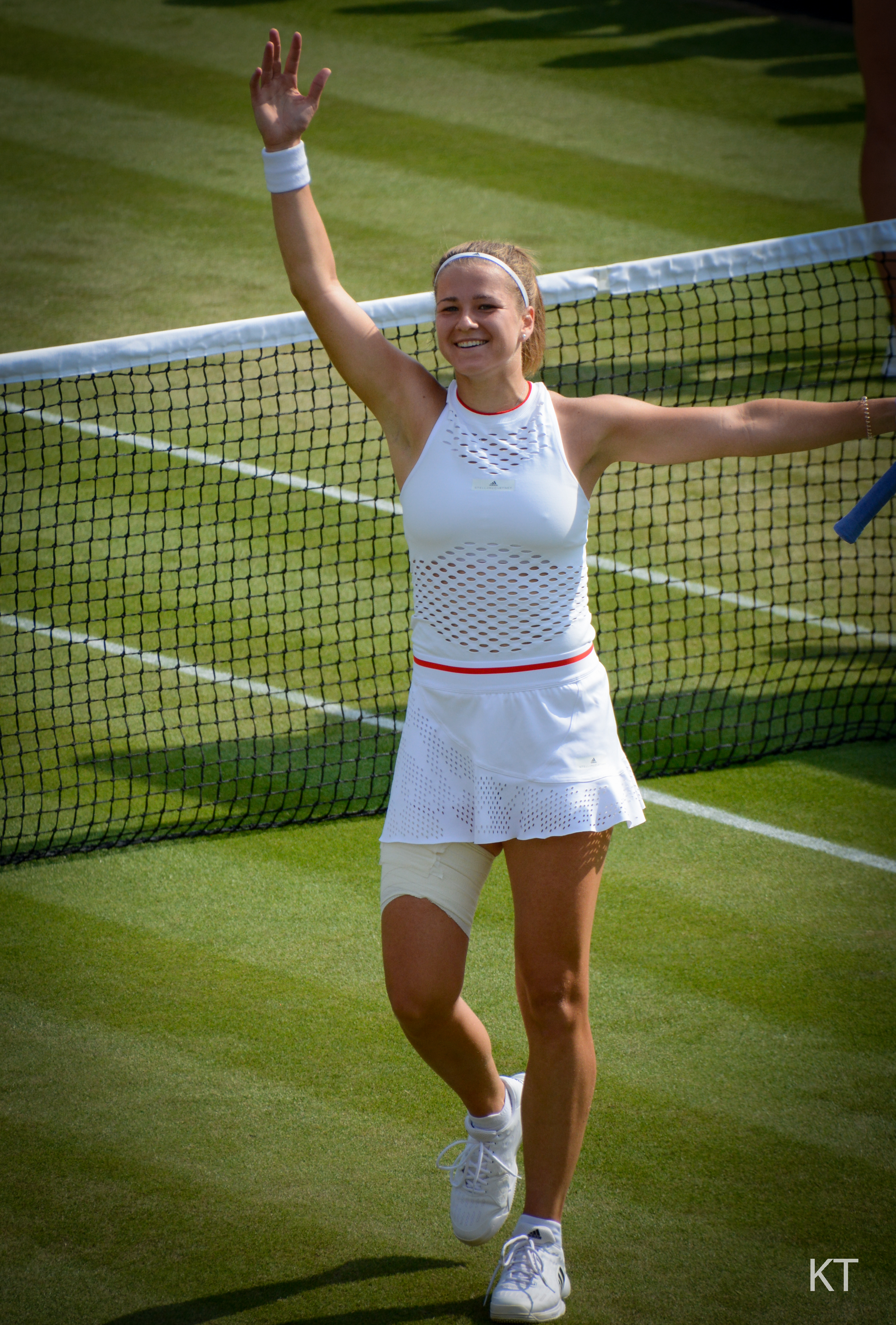
Karolína Muchová en huitièmes de finale de Wimbledon 2019.

L'année 2020 est marquée par la pandémie de Covid-19 qui bouleverser le circuit. Peinant à retrouver son niveau de jeu, elle voit Alison Riske prendre sa revanche d'entrée à Brisbane (4-6, 2-6) et l'Américaine Catherine Bellis, 600e mondiale l'éliminer au deuxième tour de l'Open d'Australie (4-6, 4-6). Elle s'incline dès son premier match à Dubaï contre la qualifiée Kateřina Siniaková (4-6, 6-4, 0-6) puis essuie deux défaites plus logiques aux deuxièmes tours de Doha contre Kiki Bertens, sixième joueuse mondiale (2-6, 4-6) et à New York contre la 10e et ancienne numéro une Naomi Osaka (7-6, 4-6, 2-6). Malgré ces performances récentes, elle parvient pour la troisième fois en autant de tentatives à rejoindre le troisième tour à l'US Open, battant au passage l'ancienne lauréate Venus Williams (6-3, 7-5) et la Russe Anna Kalinskaya (6-3, 7-6). Elle franchit pour la première fois de sa carrière ce cap à l'US Open en sortant dans un match serré la Roumaine Sorana Cîrstea (6-3, 2-6, 7-6). Affrontant la Biélorusse Victoria Azarenka et ancienne numéro une, elle est renversée lors de son huitième de finale (7-5, 1-6, 4-6). Ce sera sa dernière bonne performance de l'année, battu au premier tour à Roland Garros par Christina McHale (2-6, 4-6) et au deuxième tour d'Ostrava chez elle, contre Elise Mertens (4-6, 2-6).

### 2021. Demi-finale à l'Open d'Australie, 1/4 à Wimbledon et Madrid
Elle commence sa saison par deux forfaits au deuxième tour d'Abou Dhabi et en quarts de finale à Melbourne.
À l'Open d'Australie, elle bat la Lettone Jeļena Ostapenko (7-5, 6-2), ancienne numéro cinq, et la 212e Mona Barthel (6-4, 6-1) pour jouer pour la première fois le troisième tour du Grand Chelem australien. En forme, elle continue sa route en éliminant sa compatriote numéro six mondiale Karolína Plíšková (7-5, 7-5) et la Belge Elise Mertens (7-6, 7-5) qui l'avait battu en fin d'année dernière. Confrontée en quarts de finale à la numéro une et locale Ashleigh Barty, elle livre une performance renversante pour remporter le match (1-6, 6-3, 6-2) et accéder à sa première demi-finale en Grand Chelem. Elle affronte à ce stade l'Américaine Jennifer Brady, novice comme elle à ce stade de la compétition. Empochant le premier set, elle doit néanmoins s'incliner (6-4, 3-6, 4-6).  
Après deux mois de coupure, elle retrouve le circuit à Stuttgart sur terre battue, où elle est défaite par la Russe Ekaterina Alexandrova (6-4, 2-6, 3-6). Elle enchaîne avec un bon tournoi à Madrid où pour sa première participation et après avoir sorti Wang Qiang (6-1, 6-3), elle se défait de la numéro deux mondiale Naomi Osaka, vainqueur des deux derniers Grand Chelem (6-4, 3-6, 6-1). Arrivée pour la première fois de sa carrière en huitièmes de finale d'un WTA 1000, elle élimine la Grecque María Sákkari (6-0, 6-7, 7-5) puis est sorti par Anastasia Pavlyuchenkova, finaliste cette année là à Roland Garros quelques semaines plus tard. Au Grand Chelem parisien, elle assure deux victoires contre des joueuses hors du Top 100, Andrea Petkovic (1-6, 6-3, 6-4) et Varvara Lepchenko (6-3, 6-4) mais voit son parcours se terminer au troisième tour contre une autre Américaine, Sloane Stephens, ancienne finaliste Porte d'Auteuil (3-6, 5-7).
Battue par Veronika Kudermetova au premier tour de Berlin, elle rebondit à Wimbledon, où elle se hisse pour la deuxième fois en quart de finale et s'incline face à l'Allemande Angelique Kerber (2-6, 3-6), ancienne vainqueur du tournoi. Elle avait avant cette défaite sorti la Chinoise Zhang Shuai (6-3, 6-3), l'Italienne Camila Giorgi (6-3, 5-7, 6-3) et l'Espagnole Paula Badosa (7-6, 6-4) et pris sa revanche contre Anastasia Pavlyuchenkova (7-5, 6-3) au troisième tour. Début août, elle sort contre la qualifiée Française Océane Dodin, 109e joueuse mondiale (3-6, 6-1, 2-6), passe en huitièmes de finale à Cincinnati (où elle bat la Canadienne Bianca Andreescu, septième mondiale) où elle abandonne contre Belinda Bencic et termine par une contre-performance à l'US Open, éliminée contre Sara Sorribes Tormo (2-6, 6-7).

### 2022. Année compliquée avec une sortie du Top 100
Fin mars, plus de six mois après son dernier match sur le circuit, elle bat sa compatriote Tereza Martincová à Miami en deux tie-breaks puis vainc Leylah Fernandez (6-4, 7-6). Retombée à la 74e place mondiale, elle déclare forfait au tour suivant contre la Japonaise ancienne numéro une Naomi Osaka. Elle passe un tour à Madrid contre la Chinoise Zheng Qinwen (1-6, 6-3, 6-4) mais perd dans le match d'après contre la Suissesse Belinda Bencic (3-6, 6-4, 5-7) et ne fait pas mieux à Rome avec une défaite d'entrée contre Petra Martić (2-6, 6-3, 1-6). Avec une préparation compliquée, elle se présente au tournoi de Roland Garros et y passe deux tours pour la première fois de sa carrière, remportant ses matchs contre l'invité Française Carole Monnet (6-3, 6-3) et la Grecque María Sákkari, demi-finaliste l'année passée (7-6, 7-6). Malheureusement, elle doit se retirer de son match suivant contre l'Américaine Amanda Anisimova, autre ancienne demi-finaliste (7-6, 2-6, 0-3 ab.), quittant le cours en pleurs.
Ce sera sa meilleure performance de la saison, battue d'entrée pour la saison sur gazon par la numéro quatre mondiale Ons Jabeur (3-6, 3-6) à Berlin, et contre l'ancienne numéro une Simona Halep (3-6, 2-6) à Wimbledon (performance qui la fait sortir du Top 100) et à l'US Open par l'Australienne Ajla Tomljanović (3-6, 6-7). Elle remporte un match à Concorda contre la 123e mondiale (6-2, 6-1) mais doit de nouveau abandonner au tour suivant.
Alors sortie du Top 200, elle est invitée aux tournois de Tallinn et d'Ostrava, réussissant dans le premier à se hisser en quarts de finale (battue par la locale Kaia Kanepi) et dans le deuxième à éliminer la Brésilienne Beatriz Haddad Maia, quinzième au classement WTA (6-4, 6-4) mais sortie au tour suivant par Catherine McNally (1-6, 6-3, 1-6), 151e. Elle termine l'année par plusieurs défaites précoces en tournoi ITF et par une élimination au premier tour d'Angers contre la Française Océane Dodin (6-2, 6-7, 3-6).

### 2023. Finales à Roland-Garros et Cincinnati, demi-finale à l'US Open et entrée dans le Top 10
Elle profite en début d'année de l'abandon de la Chinoise Wang Xiyu pour remporter son premier match à Auckland, puis se débarrasse de la qualifiée Elena-Gabriela Ruse (6-4, 6-1) mais est battue par une autre qualifiée, Rebeka Masarova en quarts de finale (6-7, 6-7). Elle enchaîne ensuite deux seconds tours contre l'Américaine Danielle Collins à l'Open d'Australie, finaliste l'année passée (7-6, 2-6, 6-7) et à Doha contre la Française Caroline Garcia (7-6, 5-7, 4-6), cinquième mondiale au bout d'un gros combat. 
En février 2023, elle parvient pour la deuxième fois de sa carrière en quart de finale d'un WTA 1000, à Dubaï. Elle élimine pour cela l'Américaine Bernarda Pera (6-1, 6-4) et la Roumaine Sorana Cîrstea (6-4, 7-6), ainsi que la Suissesse Belinda Bencic, numéro neuf (6-1, 6-4). Elle déclare forfait au match suivant qui aurait dû avoir lieu contre une autre Américaine, Jessica Pegula. Elle fait à l'occasion de cette performance son retour dans le Top 100. Elle enchaîne quelques semaines plus tard avec un second quart de finale de WTA 1000 à Indian Wells, pour sa première participation à ce tournoi. Elle défait la Kazakhe Yulia Putintseva (6-3, 4-6, 6-4), l'ex-numéro une Victoria Azarenka, demi-finaliste de l'Open d'Australie en début d'année (7-6, 6-3), l'Italienne Martina Trevisan (6-4, 3-6, 6-4) ainsi que sa compatriote Markéta Vondroušová (6-4, 6-7, 6-4). Elle sort avec les honneurs contre la dixième joueuse mondiale Elena Rybakina (6-7, 6-2, 4-6), finaliste du Grand Chelem australien en début de saison. Continuant sur sa lancée, elle s'extirpe des qualifications à Miami et s'impose aisément contre Jil Teichmann (6-0, 6-2) et Zhu Lin (6-4, 6-2) avant de s'incliner contre la Roumaine Sorana Cîrstea (5-7, 1-6) au troisième tour.
Pour le début de saison sur terre battue, elle est sortie au deuxième tour à Madrid par une autre Roumaine, Irina-Camelia Begu (4-6, 5-7) après avoir éliminée l'ancienne numéro deux Anett Kontaveit (6-2, 6-2). Elle emporte son premier match à Rome mi-mai contre la Russe Kamilla Rakhimova (6-4, 7-5) et élimine coup sur coup deux Italiennes, Martina Trevisan (3-6, 6-3, 7-5) et Camila Giorgi (7-6, 6-2) avant de perdre dans un duel serré contre l'Espagnole Paula Badosa (4-6, 7-6, 2-6).
En juin 2023, elle confirme son bon début de saison à l'occasion de Roland-Garros en parvenant en finale, après avoir écarté en quart de finale la Russe Anastasia Pavlyuchenkova (7-5, 6-2), 33e et ancienne finaliste et en demi-finale la Biélorusse Aryna Sabalenka  (7-6, 6-7, 7-5), vainqueur en début de saison de l'Open d'Australie et numéro deux mondiale.  Elle s'incline face à la numéro 1 mondiale et tenante du titre Iga Swiatek (2-6, 7-5, 4-6). Elle avait également créé la surprise en disposant de la huitième mondiale María Sákkari au premier tour (7-6, 7-5) et pris sa revanche sur la Roumaine Irina-Camelia Begu au troisième tour (6-3, 6-2). Son beau parcours l'emmène à son meilleur classement jusqu'alors, 16e mondiale.
Les semaines suivantes sont plus difficiles. Elle fait son retour sur gazon où son jeu de variation en fait une des outsiders du tournoi de Wimbledon. Néanmoins, elle est confrontée dès le premier tour à l'Allemande Jule Niemeier, quart de finaliste l'année passée et se fait surprendre en trois sets (4-6, 7-5, 1-6). Revenant sur terre battue à Varsovie, elle élimine la Biélorusse Aliaksandra Sasnovich (4-6, 7-6, 6-3) mais est battue dès le deuxième tour par la qualifiée Rebecca Sramkova (5-7, 6-3, 5-7). Elle remporte mi-août ses premiers matchs à l'Open du Canada, sur dur contre la Russe Anastasia Potapova (7-6, 6-2) et contre la Roumaine Sorana Cîrstea (7-5, 6-4), auteur d'un bon début de saison. Elle retrouve en huitièmes de finale la Polonaise Iga Świątek, toujours numéro une mondiale depuis leur dernière confrontation en finale de Roland Garros. Elle emmène son adversaire en trois sets, mais comme à Paris, est contrainte à la défaite (1-6, 6-4, 4-6). 

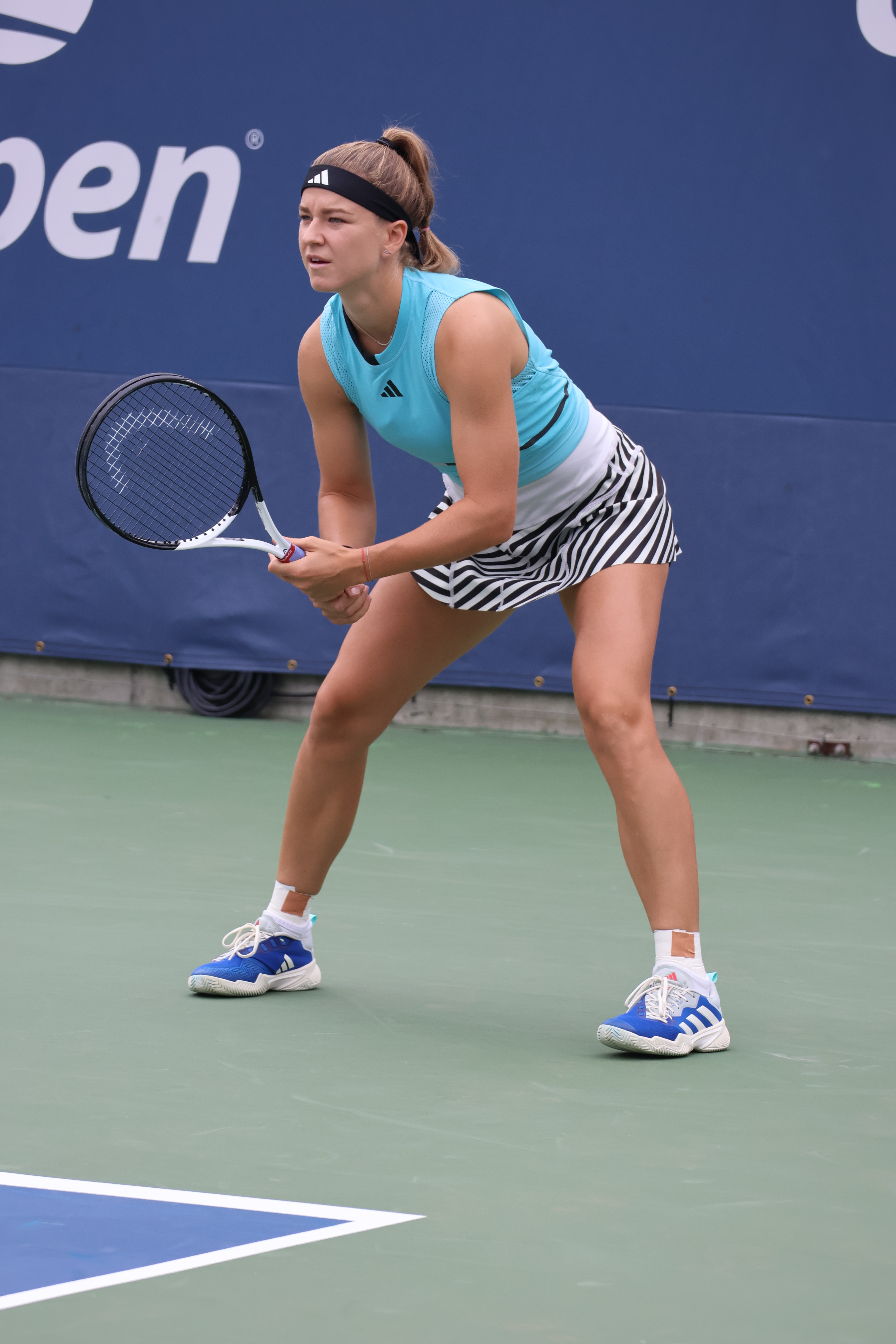
Karolína Muchová à l'US Open 2023.

Elle se présente en tant que non tête de série à Cincinnati et y gagne son premier match mi-août contre la Brésilienne Beatriz Haddad Maia (6-7, 6-1, 6-4). Elle enchaîne contre la Croate Petra Martić (6-3, 3-6, 6-3) puis s'impose comme à Roland Garros contre María Sákkari, huitième joueuse mondiale (6-3, 2-6, 6-3). Grâce à l'abandon prématuré de sa compatriote Marie Bouzková (3-0 ab.), elle dispute sa première demi-finale en WTA 1000. Confronté à la Biélorusse Aryna Sabalenka, deuxième joueuse mondiale, elle fait déjouer son adversaire grâce à ses variations et renverse le match (6-7, 6-2, 6-3). Pour sa deuxième finale de l'année, elle joue Coco Gauff qui, soutenue par le public, s'impose (3-6, 4-6). A l'issue du tournoi, elle fait son entrée pour la première fois dans le Top 10. Elle joue fin août l'US Open, et élimine lors des premiers tours l'Australienne Storm Sanders (6-4, 6-0) et la Polonaise Magdalena Fręch (6-3, 6-3) qui dispute pour la première fois le second tour de ce Grand Chelem. Elle voit la spécialiste de double Taylor Townsend lui opposer un style de jeu différent mais gagne le match néanmoins (7-6, 6-3) pour accéder en deuxième semaine. Elle voit ensuite le tableau s'ouvrir et s'impose contre la jeune Chinoise Wang Xinyu (6-3, 5-7, 6-1), 53e mondiale et ne cède que trois jeux contre la Roumaine Sorana Cîrstea (6-0, 6-3), de retour en quarts de finale d'un Grand Chelem pour la première fois depuis quatorze ans. Elle dispute ainsi sa troisième demi-finale en Grand Chelem, la première à New York contre la jeune Coco Gauff. Cette dernière la bat encore (4-6, 5-7) dans un match interrompu durant cinquante minutes par des militants écologistes et gagnera le tournoi quelques jours plus tard. Qualifiée pour le Masters, elle est contrainte de renoncer à y participer en raison d'une blessure à un poignet.

### 2024. Blessures, nouvelle demi-finale à l'US Open et finales à Pékin et Palerme
L'année 2024 commence par un forfait à l'Open d'Australie.
Elle effectue son retour au cours de l'été, prenant part au tournoi d'Eastbourne, profitant d'un abandon de la qualifiée Elina Avanesyan (3-1 ab.) avant de disputer son premier match entier contre une autre qualifiée, Magda Linette (6-4, 6-1). Elle déclare cependant forfait contre Madison Keys, douzième joueuse mondiale au tour suivant. Pour la troisième année de suite, elle s'incline d'entrée à Wimbledon, ayant héritée d'un tirage peu clément en la personne de l'ancienne numéro deux Paula Badosa (3-6, 2-6), elle aussi sur le retour. Fin juillet, elle se présente en tant que tête de série numéro deux à Palerme, où elle profite de l'abandon de la Polonaise Katarzyna Kawa (7-6, 5-1 ab.) et renverse une deuxième qualifiée, Noma Akugue Noha (6-7, 6-2, 6-3). Elle remporte ses deux jeux décisifs contre l'Australienne Astra Sharma et écrase la Roumaine Irina-Camelia Begu en demi-finale (6-1, 6-1), puis lutte mais ne parvient pas à renverser la jeune Chinoise Zheng Qinwen, finaliste en début de saison à l'Open d'Australie et tenante du titre dans la ville italienne (4-6, 6-4, 2-6). Elle sort dès le premier tour de ses premiers Jeux Olympiques, à Paris contre Leylah Fernandez (1-6, 6-4, 2-6) puis au deuxième tour de Cincinnati contre la sixième joueuse mondiale Jessica Pegula, vainqueur récente de l'Open du Canada (7-5, 4-6, 2-6) après une victoire sur Dayana Yastremska, demi-finaliste en début d'année à l'Open d'Australie (7-6, 6-2).
Elle retrouve l'US Open fin août et sort la locale Katie Volynets (6-3, 7-5) ainsi que l'ancienne double lauréate et numéro une Naomi Osaka, invitée par les organisateurs en concédant un jeu de plus (6-3, 7-6). Une nouvelle victoire contre la Russe Anastasia Potapova (6-4, 6-2) qui joue son premier troisième tour à l'US open lui permet de retrouver la deuxième semaine en Grand Chelem. Elle est confrontée en huitièmes de finale à l'Italienne Jasmine Paolini, double finaliste à Roland Garros et Wimbledon. Elle sort la numéro cinq mondiale, sa première Top 10 depuis plus d'un an (6-3, 6-3) pour se hisser en quarts de finale sans ayant perdu le moindre set du tournoi. Affrontant la Brésilienne Beatriz Haddad Maia en quarts de finale, ancienne Top 10, elle l'élimine aisément (6-1, 6-4) pour rallier pour la deuxième année de suite le dernier carré du Majeur américain. Elle voit la locale Jessica Pegula, en grande forme avec une finale à Cincinnati renverser le cours du match de nouveau (6-1, 4-6, 2-6) et la priver d'une deuxième finale en Grand Chelem.  

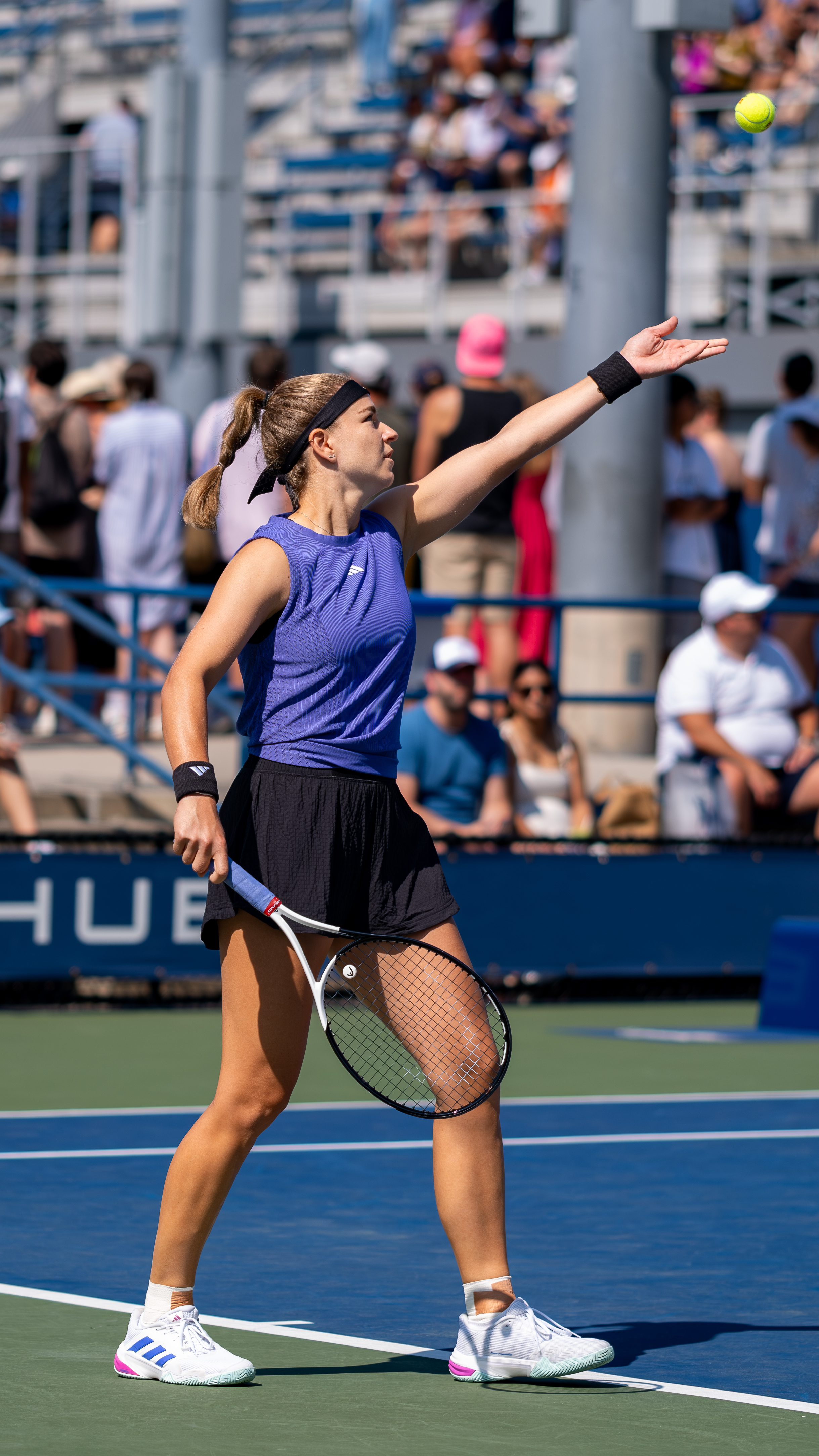
Karolína Muchová à l'US Open 2024.

N'étant pas tête de série à Pékin fin septembre, qu'elle dispute pour la première fois depuis cinq saisons, elle ne fait qu'une bouchée de ses adversaires, la Russe Anna Blinkova (6-1, 6-1), la locale Yuan Yue (6-3, 6-1), la Roumaine Jaqueline Cristian (6-1, 6-3) et l'Espagnole Cristina Bucșa (6-2, 6-0). Elle rencontre la Biélorusse Aryna Sabalenka, numéro deux mondiale qui reste sur une série de quinze victoires consécutives en ayant glané Cincinnati et l'US Open, son troisième Majeur en carrière quelques semaines avant. Elle lutte et parvient à arracher une victoire en trois manches (7-6, 2-6, 6-4). Elle remporte également sa demi-finale contre la locale Zheng Qinwen, numéro sept mondiale (6-3, 6-4) et qui joue pour la première fois à ce stade en WTA 1000. Elle fait face, comme lors de sa première finale en WTA 1000 à la jeune Coco Gauff, sixième joueuse au classement WTA qui ne lui laisse que quatre jeux (1-6, 3-6), échouant pour la cinquième fois de suite en finale. N'étant toujours pas tête de série à Ningbo, elle effectue un parcours honorable, remportant ses matchs contre la qualifiée Olivia Gadecki (6-3, 7-5), une nouvelle fois face à la repêchée Jaqueline Cristian (6-2, 6-1) et la Russe Anna Kalinskaya (2-6, 6-2, 6-3), abandonnant seulement en demi-finale contre la très jeune Mirra Andreeva qui rejoint sa deuxième finale en carrière, la première sur dur (2-6, 0-1 ab.).

### 2025. Demi-finale à Dubaï
Après l'Open d'Australie, elle s'envole pour le tournoi de Linz en Autriche et sort en tant que tête de série numéro une la qualifiée Sara Sorribes Tormo (6-2, 6-3) puis la Russe Anastasia Potapova (6-3, 3-6, 6-3) avant d'être privée de finale par une autre Russe, Ekaterina Alexandrova, ancienne double finaliste, en ne remportant que quatre jeux (0-6, 4-6). Elle joue le tournoi de Dubaï mi-février, et sort d'abord la qualifiée Néerlandaise Suzan Lamens (6-2, 6-2) puis l'ancienne vainqueur de l'US Open Emma Raducanu (7-6, 6-4), au cours d'un match interrompu par un spectateur. Elle profite d'un tableau ouvert pour s'immiscer dans le dernier carré, remportant un duel serré contre l'Américaine McCartney Kessler, vainqueur du tournoi d'Hobart en début d'année (6-3, 1-6, 7-6) puis un match en deux sets face à la vétérane Sorana Cîrstea (6-2, 7-5). Favorite de sa troisième demi-finale en WTA 1000 en carrière face à la Danoise Clara Tauson qui a sortie la numéro une Aryna Sabalenka précédemment, elle lutte mais ne parvient pas à battre son adversaire qui n'avait jamais dépassé le troisième tour dans cette catégorie de tournoi (4-6, 7-6, 3-6), la laissant parvenir en finale.
Elle joue en mars pour la deuxième fois de sa vie le tournoi d'Indian Wells et réussit ses débuts contre Elisabetta Cocciaretto (6-4, 6-3) et sa compatriote Kateřina Siniaková (7-5, 6-1) avant de ne remporter que deux contre la numéro deux mondiale Iga Świątek (1-6, 1-6), en huitièmes de finale. Profitant de l'abandon de l'ancienne numéro une Victoria Azarenka (6-0 ab.) dès son premier match à Miami, elle confirme cependant ses difficultés dans le tournoi floridien, écartée par l'Ukrainienne Elina Svitolina, quart de finaliste en début d'année à l'Open d'Australie (2-6, 6-3, 2-6).
Elle doit céder dès son entrée en lice à Roland Garros fin mai contre l'Américaine Alycia Parks qui remporte son premier match en carrière Porte d'Auteuil (3-6, 6-2, 1-6), puis gagne son seul match sur gazon de la saison difficilement au Queen's contre la qualifiée Maddison Inglis (7-6, 3-6, 6-4) avant de succomber aux coups de l'Allemande Tatjana Maria, ancienne demi-finaliste à Wimbledon (7-6, 5-7, 1-6) et future vainqueur surprise du tournoi. Elle est écartée dès son entrée en lice pour la quatrième année de suite à Wimbledon, par la Chinoise Wang Xinyu, récente finaliste à Berlin (5-7, 2-6).
Devant défendre beaucoup de points en cette fin d'année, elle revient à Montréal et atteint pour la première fois les huitièmes de finale après des succès sur la Croate Antonia Ruzic, issue des qualifications (7-5, 7-5) et la Suissesse Belinda Bencic, récente demi-finaliste à Wimbledon (6-7, 6-2, 6-3). Elle obtient deux balles de match qu'elle n'arrive pas à convertir contre la lauréate de l'Open d'Australie en début d'année Madison Keys (6-4, 3-6, 5-7). Elle bat ensuite en deux tie-breaks l'ancienne vainqueur Caroline Garcia qui joue sa dernière saison sur le circuit mais se fait éliminer par une autre Française, Varvara Gracheva, 103e joueuse mondiale (2-6, 4-6) à Cincinnati.

## Palmarès

### Titre en simple dames
| No | Date       | Nom et lieu du tournoi | Catégorie | Dotation  | Surface    | Finaliste     | Score    |          |
| -- | ---------- | ---------------------- | --------- | --------- | ---------- | ------------- | -------- | -------- |
| 1  | 16-09-2019 | Korea Open, Séoul      | Intern'l  | 226 750 $ | Dur (ext.) | Magda Linette | 6-1, 6-1 | Parcours |

### Finales en simple dames
| No | Date       | Nom et lieu du tournoi              | Catégorie | Dotation     | Surface      | Vainqueure    | Score          |          |
| -- | ---------- | ----------------------------------- | --------- | ------------ | ------------ | ------------- | -------------- | -------- |
| 1  | 29-04-2019 | Prague Open, Prague                 | Intern'l  | 226 750 $    | Terre (ext.) | Jil Teichmann | 7-65, 3-6, 6-4 | Parcours |
| 2  | 28-05-2023 | Roland-Garros, Paris                | G. Chelem | 49 600 000 € | Terre (ext.) | Iga Świątek   | 6-2, 5-7, 6-4  | Parcours |
| 3  | 14-08-2023 | Western & Southern Open, Cincinnati | WTA 1000  | 2 788 468 $  | Dur (ext.)   | Coco Gauff    | 6-3, 6-4       | Parcours |
| 4  | 15-07-2024 | 35° Palermo Ladies Open, Palerme    | WTA 250   | 267 082 $    | Terre (ext.) | Zheng Qinwen  | 6-4, 4-6, 6-2  | Parcours |
| 5  | 25-09-2024 | China Open, Pékin                   | WTA 1000  | 8 955 610 $  | Dur (ext.)   | Coco Gauff    | 6-1, 6-3       | Parcours |

## Parcours en Grand Chelem

### Finale (1)
| Année | Tournoi       | Adversaire en finale | Score         |
| 2023  | Roland-Garros | Iga Świątek          | 2-6, 7-5, 4-6 |

### En simple dames
| Année | Open d'Australie | Open d'Australie  | Internationaux de France | Internationaux de France | Wimbledon       | Wimbledon        | US Open         | US Open             |
| ----- | ---------------- | ----------------- | ------------------------ | ------------------------ | --------------- | ---------------- | --------------- | ------------------- |
| 2016  | —                | —                 | —                        | —                        | —               | —                | Q1              | Amandine Hesse      |
|       |                  |                   |                          |                          |                 |                  |                 |                     |
| 2018  | —                | —                 | Q1                       | Rebecca Šramková         | Q2              | Eugenie Bouchard | 3e tour (1/16)  | Ashleigh Barty      |
| 2019  | 1er tour (1/64)  | Karolína Plíšková | 2e tour (1/32)           | Irina-Camelia Begu       | 1/4 de finale   | Elina Svitolina  | 3e tour (1/16)  | Serena Williams     |
| 2020  | 2e tour (1/32)   | Catherine Bellis  | 1er tour (1/64)          | Christina McHale         | Annulé          | Annulé           | 1/8 de finale   | Victoria Azarenka   |
| 2021  | 1/2 finale       | Jennifer Brady    | 3e tour (1/16)           | Sloane Stephens          | 1/4 de finale   | Angelique Kerber | 1er tour (1/64) | Sara Sorribes Tormo |
| 2022  | —                | —                 | 3e tour (1/16)           | Amanda Anisimova         | 1er tour (1/64) | Simona Halep     | 1er tour (1/64) | Ajla Tomljanović    |
| 2023  | 2e tour (1/32)   | Danielle Collins  | Finale                   | Iga Świątek              | 1er tour (1/64) | Jule Niemeier    | 1/2 finale      | Coco Gauff          |
| 2024  | —                | —                 | —                        | —                        | 1er tour (1/64) | Paula Badosa     | 1/2 finale      | Jessica Pegula      |
| 2025  | 2e tour (1/32)   | Naomi Osaka       | 1er tour (1/64)          | Alycia Parks             | 1er tour (1/64) | Wang Xinyu       |                 |                     |

N.B. : à droite du résultat se trouve le nom de l'ultime adversaire.

### En double dames
| Année | Open d'Australie                                                                  | Open d'Australie | Internationaux de France                                                          | Internationaux de France | Wimbledon | Wimbledon                                                                            | US Open | US Open |
| ----- | --------------------------------------------------------------------------------- | ---------------- | --------------------------------------------------------------------------------- | ------------------------ | --------- | ------------------------------------------------------------------------------------ | ------- | ------- |
| 2019  | —                                                                                 | —                | 1er tour (1/32) V. Golubic \|\| style="text-align:left;" \| R. Atawo K. Srebotnik | —                        | —         | 2e tour (1/16) J. Teichmann \|\| style="text-align:left;" \| E. Mertens A. Sabalenka |         |         |
| 2020  | 1er tour (1/32) J. Teichmann \|\| style="text-align:left;" \| C. Gauff C. McNally | —                | —                                                                                 | Annulé                   | Annulé    | —                                                                                    | —       |         |

N.B. : le nom de la partenaire se trouve sous le résultat ; les noms des ultimes adversaires se trouvent à droite.

### En double mixte
| Année | Open d'Australie | Open d'Australie | Internationaux de France | Internationaux de France | Wimbledon | Wimbledon | US Open                                                                         | US Open |
| ----- | ---------------- | ---------------- | ------------------------ | ------------------------ | --------- | --------- | ------------------------------------------------------------------------------- | ------- |
| 2025  | —                | —                | —                        | —                        | —         | —         | 1/4 de finale A. Rublev \|\| style="text-align:left;" \| S. Errani A. Vavassori |         |

N.B. : le nom du partenaire se trouve sous le résultat ; les noms des ultimes adversaires se trouvent à droite.

## Parcours en «Premier» et WTA 1000
Les tournois WTA « Premier Mandatory » et « Premier 5 » (entre 2009 et 2020) et WTA 1000 (à partir de 2021) constituent les catégories d'épreuves les plus prestigieuses, après les quatre levées du Grand Chelem. 

De 2009 à 2023, les tournois Premier Mandatory (dits tournois WTA 1000 obligatoires entre 2021 et 2023) regroupent Indian Wells, Miami, Madrid et Pékin, les autres constituant les tournois Premier 5 (tournois WTA 1000 non-obligatoires). À partir de 2024, le nombre de tournois WTA 1000 passe à 10 par saison (fin de l’alternance Doha / Dubaï), ces derniers devenant tous obligatoires et offrant tous 1000 points à la vainqueure (contre 900 points précédemment pour les tournois Premier 5).

### En simple dames
| Année |       |                           |                       |                           |                             |                                 |                           |                          |                            |                         |  |        |
| Doha  | Dubaï | Indian Wells              | Miami                 | Madrid                    | Rome                        | Canada                          | Cincinnati                | Pékin                    |                            | Wuhan                   |  |        |
| Doha  | Dubaï | Indian Wells              | Miami                 | Madrid                    | Rome                        | Canada                          | Cincinnati                | Pékin                    | Guadalajara                |                         |  |        |
| Doha  | Dubaï | Indian Wells              | Miami                 | Madrid                    | Rome                        | Canada                          | Cincinnati                | Pékin                    |                            |                         |  |        |
| 2019  |       | WTA 500                   |                       |                           | 2e tour (1/16) A. Kerber    |                                 |                           |                          |                            | 1er tour (1/32) M. Keys |  |        |
| 2020  |       | 2e tour (1/16) K. Bertens | WTA 500               | Annulé                    | Annulé                      | Annulé                          |                           | Annulé                   | 2e tour (1/16) N. Osaka    | Annulé                  |  | Annulé |
| 2021  |       | WTA 500                   |                       |                           |                             | 1/4 de finale A. Pavlyuchenkova |                           | 1re tour (1/32) O. Dodin | 3e tour (1/8) B. Bencic    | Annulé                  |  | Annulé |
| 2022  |       |                           | WTA 500               |                           | 3e tour (1/16) Forfait      | 2e tour (1/16) B. Bencic        | 1er tour (1/32) P. Martić |                          |                            | Hors calendrier         |  |        |
| 2023  |       | WTA 500                   | 1/4 de finale Forfait | 1/4 de finale E. Rybakina | 3e tour (1/16) S. Cîrstea   | 2e tour (1/32) I.-C. Begu       | 4e tour (1/8) P. Badosa   | 3e tour (1/8) I. Świątek | Finale C. Gauff            |                         |  |        |
| 2024  |       |                           |                       |                           |                             |                                 |                           |                          | 2e tour (1/16) J. Pegula   | Finale C. Gauff         |  |        |
| 2025  |       |                           | 1/2 finale C. Tauson  | 4e tour (1/8) I. Świątek  | 3e tour (1/16) E. Svitolina |                                 |                           | 4e tour (1/8) M. Keys    | 3e tour (1/16) V. Gracheva |                         |  |        |

Sous le résultat, l’ultime adversaire.
1. 1 2   Les tournois de Doha et Dubaï alternent le statut de tournoi WTA 1000 (ex Premier 5) entre 2009 et 2023 : les trois premières éditions ont lieu à Dubaï, les trois suivantes à Doha, puis Dubaï accueille le tournoi de cette catégorie les années impaires et Dubaï les années paires. De 2011 à 2023, la ville qui n’accueille pas de WTA 1000 organise à la place un tournoi WTA 500 (ex Premier).
2. 1 2 3 4 5 6 7   L’ordre de déroulement des tournois a évolué depuis 2009 : Rome se dispute avant Madrid et Cincinnati avant Montréal/Toronto jusqu’en 2010, tandis que Tokyo (2009-2013)-Wuhan (2014-2019, 2024-)-Guadalajara (2022-2023) ont lieu avant Pékin jusqu’en 2023.
3. 1 2 3 4 5 6 7 8  Du fait de la pandémie de Covid-19, les tournois d’Indian Wells, de Miami, de Madrid, du Canada, de Wuhan et de Pékin sont annulés en 2020. Ces deux derniers le sont également en 2021. Pour des raisons d’organisation, le tournoi de Cincinnati 2020 a exceptionnellement lieu à Flushing Meadows à New York.
4. ↑  Le 1er décembre 2021, le président de la WTA, Steve Simon, annonce que tous les tournois prévus en Chine et à Hong Kong sont suspendus à partir de 2022, en raison de préoccupations concernant la sécurité et le bien-être de la joueuse de tennis chinoise Peng Shuai après ses allégations de relations sexuelles non-consenties avec Zhang Gaoli, membre de haut rang du Parti communiste chinois. Le tournoi de Pékin revient en 2023. Le tournoi de Guadalajara remplace celui de Wuhan pendant deux ans, ce dernier réapparaissant en 2024.

## Parcours aux Jeux olympiques

### En simple dames
| # | Date       | Nom de l'olympiade         | Surface             | Résultat        | Ultime adversaire | Score         |          |
| - | ---------- | -------------------------- | ------------------- | --------------- | ----------------- | ------------- | -------- |
| 1 | 27/07/2024 | Olympic Tennis Event Paris | Terre battue (ext.) | 1er tour (1/32) | Leylah Fernandez  | 6-1, 4-6, 6-2 | Parcours |

### En double dames
| # | Date       | Nom de l'olympiade         | Surface             | Résultat                 | Partenaire    | Ultime adversaires                   | Score    |          |
| - | ---------- | -------------------------- | ------------------- | ------------------------ | ------------- | ------------------------------------ | -------- | -------- |
| 1 | 27/07/2024 | Olympic Tennis Event Paris | Terre battue (ext.) | 4e place (petite finale) | Linda Nosková | Cristina Bucșa · Sara Sorribes Tormo | 6-2, 6-2 | Parcours |

## Classements WTA en fin de saison
| Année          | 2015 | 2016 | 2017 | 2018 | 2019 | 2020 | 2021 | 2022 | 2023 | 2024 |
| Rang en simple | 419  | 210  | 272  | 145  | 21   | 27   | 32   | 149  | 8    | 22   |
| Rang en double | 608  | 523  | 700  | 877  | 433  | 368  | 316  | 498  | 566  | 525  |

Source : (en) Classements de Karolína Muchová sur le site officiel de la Fédération internationale de tennis

## Victoires sur le top 10
Toutes ses victoires sur des joueuses classées dans le top 10 de la WTA lors de la rencontre.
| Légende      |
| Grand Chelem |
| WTA 1000     |
| WTA 500      |
| WTA 250      |
| Fed Cup      |

| #  | Rang   |  | Tournoi          | Année | Surface      |                 | Adversaire        | Rang | Tour            | Score           | Tableau |
| -- | ------ |  | ---------------- | ----- | ------------ | --------------- | ----------------- | ---- | --------------- | --------------- | ------- |
| 1  | no 68  |  | Wimbledon        | 2019  | Gazon        |                 | Karolína Plíšková | no 3 | 1/8             | 4-6, 7-5, 13-11 | Tableau |
| 2  | no 27  |  | Open d'Australie | 2021  | Dur          |                 | Karolína Plíšková | no 6 | 1/16            | 7-5, 7-5        | Tableau |
| 3  | no 27  |  | Open d'Australie | 2021  | Dur          | Ashleigh Barty  | no 1              | 1/4  | 1-6, 6-3, 6-2   |                 | Tableau |
| 4  | no 20  |  | Madrid Open      | 2021  | Terre battue |                 | Naomi Osaka       | no 2 | 1/16            | 6-4, 3-6, 6-1   | Tableau |
| 5  | no 23  |  | Cincinnati       | 2021  | Dur          |                 | Bianca Andreescu  | no 8 | 1/16            | 6-4, 6-2        | Tableau |
| 6  | no 81  |  | Roland Garros    | 2022  | Terre battue |                 | María Sákkari     | no 3 | 1/32            | 7-65, 7-64      | Tableau |
| 7  | no 112 |  | Dubaï            | 2023  | Dur          |                 | Belinda Bencic    | no 9 | 1/8             | 6-1, 6-4        | Tableau |
| 8  | no 43  |  | Roland Garros    | 2023  | Terre battue |                 | María Sákkari     | no 8 | 1/64            | 7-65, 7-5       | Tableau |
| 9  | no 43  |  | Roland Garros    | 2023  | Terre battue | Aryna Sabalenka | no 2              | 1/2  | 7-65, 65-7, 7-5 |                 | Tableau |
| 10 | no 17  |  | Cincinnati       | 2023  | Dur          |                 | María Sákkari     | no 8 | 1/8             | 6-3, 2-6, 6-3   | Tableau |
| 11 | no 17  |  | Cincinnati       | 2023  | Dur          | Aryna Sabalenka | no 2              | 1/2  | 64-7, 6-3, 6-2  |                 | Tableau |
| 12 | no 52  |  | US Open          | 2024  | Dur          |                 | Jasmine Paolini   | no 5 | 1/8             | 6-3, 6-3        | Tableau |
| 13 | no 49  |  | Pékin            | 2024  | Dur          |                 | Aryna Sabalenka   | no 2 | 1/4             | 7-65, 2-6, 6-4  | Tableau |
| 14 | no 49  |  | Pékin            | 2024  | Dur          | Zheng Qinwen    | no 7              | 1/2  | 6-3, 6-4        |                 | Tableau |
| 15 | no 22  |  | United Cup       | 2025  | Dur          |                 | Jasmine Paolini   | no 4 | 1/4             | 6-2, 6-2        | Tableau |